# ソルドゥーリ
ソルドゥーリ(Solduri)とは、古代のケルト人やゲルマン人社会において王や族長など重要な人物の警護にあたったいわば親衛隊のような戦士を指す。ソルダリィとも書かれる。
その多くが巨漢で身分の高い戦士であり鎖帷子やその他の鎧を着用できるほどに裕福な者も多くいたが、そうした防具が着用される機会はごく稀で、当時のケルト、ゲルマンの社会ではこうした鎧を着るのは死を恐れる臆病者のやる事であると蔑視されていた為、むしろ裸同然の格好で防具といえば盾ぐらい(高貴な物はさらに兜)という武装が、ローマ帝国の末期頃の時代まで身分を問わず普通だった。ソルドゥーリのような勇者であればなおの事そうであった。
また、単に戦闘において強いという事もさることながら自分の仕える主君に忠実である事がより重視されていた。
古代のケルト人やゲルマン人の社会ではある一定の勢力がケルト人ないしゲルマン人の勢力を支配し続けると言う事はなく、土地や名誉をめぐって部族間で争い常に内戦状態だった。さらにケルトの社会ではある一定の部族に仕えるのではなく、場合によってはケルト人以外にも仕えるガエサタエと呼ばれる傭兵集団が存在し、こうした混沌とした社会情勢ではただ強いだけではなく、主君に忠実であることがより望まれた。